# Convento di Santa Chiara (Stans)
Il convento di Santa Chiara (in tedesco: Kloster St. Klara) è un monastero cattolico di clarisse ubicato Stans, capitale del Canton Nidvaldo in Svizzera.

## Storia
Il monastero fu costruito tra il 1621 e il 1625 e nel XVII secolo vi vennero realizzati ricami di elevato valore artistico;  dopo l'invasione francese del 1798, nel 1799 fu trasformato un orfanotrofio gestito da Johann Heinrich Pestalozzi, che tuttavia rimase in funzione un solo anno. È stato ristrutturato nel 1980.

## Descrizione
La chiesa del convento è di semplice struttura; all'interno ospita un altare maggiore opera di Johann Ritz con pala d'altare realizzata da Johannes Brandenberg nel 1723 circa.